# Ескуїнтла (місто, Гватемала)
Ескуїнтла (ісп. Escuintla) — місто і муніципалітет на півдні центральної частини Гватемали, адміністративний центр департаменту Ескуїнтла.
Розташований приблизно за 45 км на південний захід від міста Гватемала, біля підніжжя хребта Сьєрра-Мадре-де-Чіапас, на висоті 355 км над рівнем моря. Місто лежить на перетині автомобільних доріг CA-2 та CA-9. Ескуїнтла є одним із найбільших промислових центрів країни.
Населення міста за даними на 2002 рік становить 86 678 осіб, населення муніципалітету - 119 897 осіб. Площа муніципалітету — 332 км².
В Ескуїнтлі знаходиться два національних парки, Пакая і Сіпакате-Наранхо.